# Стелијана Нистор
Стелијана Нистор (рум. Steliana Nistor; Сибињ, Румунија, 15. септембар 1989) је румунска гимнастичарка. Као део румунског гимнастичарског тима је освојила бронзане медаље на Олимпијским играма 2008. у Пекингу. Такође, у оквиру националног тима је освојила и бронзану медаљу на Светском првенству у гимнастици 2007. у Штутгарту, где је у појединачној конкуренцији освојила и две сребрне медаље — у вишебоју и на греди.